# Sainte-Marie-Laumont
Sainte-Marie-Laumont è un comune delegato di 641 abitanti del comune francese di Souleuvre-en-Bocage, situato nel dipartimento del Calvados nella regione della Normandia. Già comune autonomo, il 1º gennaio 2016 è stato accorpato agli altri comuni soppressi di Beaulieu, Bures-les-Monts, Campeaux, Carville, Étouvy, La Ferrière-Harang, La Graverie, Le Bény-Bocage, Le Tourneur, Malloué, Montamy, Mont-Bertrand, Montchauvet, Le Reculey, Saint-Denis-Maisoncelles, Saint-Martin-des-Besaces, Saint-Martin-Don, Saint-Ouen-des-Besaces e Saint-Pierre-Tarentaine per costituire il nuovo comune.

## Società

### Evoluzione demografica
Abitanti censiti